# Jean Kuntzmann
Jean Kuntzmann (1912-1992) est un mathématicien français qui a été professeur à l'Université Joseph-Fourier de Grenoble où il a fondé et développé l'enseignement et la recherche en mathématiques appliquées puis en informatique. À l'origine de la création du premier laboratoire de calcul (1951) et de l'installation du premier ordinateur digital (1957), il est aussi le fondateur de l'École nationale supérieure d'informatique et de mathématiques appliquées de Grenoble (ENSIMAG) et de l'Institut de Mathématiques Appliquées de Grenoble (IMAG).

## Biographie
Jean Kuntzmann est né en 1912 à Pont-à-Mousson. Après des études secondaires couronnées par un premier prix de mathématiques au concours général en 1929, il est reçu troisième à l' École normale supérieure  et premier à l'agrégation de mathématiques en 1934. Un stage de recherche en 1936 en Allemagne lui montre l'intérêt d'une recherche menée par projet plutôt qu'au sein d'une discipline. Mobilisé en 1939, il soutiendra néanmoins en 1940 une thèse d'état de mathématiques (Étude des systèmes multiformes) sous la direction de Georges Valiron. Hélas, il est ensuite prisonnier de guerre de 1940 à 1945 à l'Oflag II-B, où il enseignera les mathématiques à ses camarades,. Ce séjour en Poméranie aura des conséquences durables sur sa santé. Dès son retour de captivité, Jean Kuntzmann est nommé professeur à Grenoble. Algébriste de formation, il changera radicalement de domaine de recherches à plusieurs reprises.

### Les mathématiques appliquées
De 1947 à 1955, Jean Kuntzmann va développer les mathématiques de l'ingénieur, donnant, à l'instigation du doyen Esclangon, le premier enseignement d'analyse appliquée dans une université française, avec des travaux pratiques sur machines à calculer de bureau. Ce cours, qui va se développer sous le nom de TMP (Techniques Mathématiques de la Physique) attirera jusqu'à 600 étudiants. C'est en 1951 et sous son impulsion que se créé à l'Institut polytechnique de Grenoble le premier Laboratoire de Calcul, l'ancêtre historique du Centre Interuniversitaire de Calcul de Grenoble (CICG, 1972), qui recevra d'abord une machine analogique, puis accueillera en 1957 le Gamma E.T. (Extension Tambour, un tambour magnétique de 8192 mots de 48 bits) de la Compagnie des Machines Bull, le premier calculateur numérique de l'université française (avec l'IBM 650 installé à Toulouse la même année). Il sera inauguré en janvier 1958 par Gaston Berger, Directeur de l'Enseignement Supérieur. Pour préparer cette arrivée, Jean Kuntzmann avait appris aux établissements Delle, à Villeurbanne, la programmation-machine dès 1956 sur un calculateur Gamma 3 de Bull. Un ordinateur IBM 7044 (version transistorisée de l'IBM 704 à lampes, qui précèdera les IBM 360) arrivera ensuite en 1963 et sera installé dans le premier bâtiment du domaine universitaire de Grenoble.
De 1955 à 1962, Jean Kuntzmann a lancé l'analyse numérique grenobloise. Il met notamment en place le premier enseignement de calcul numérique dans le cadre d'un DEA et il crée à la même époque (1957) à l'Institut Polytechnique la section spéciale d'Ingénieurs Mathématiciens. Il s'agissait d'une formation complémentaire en un an destinée à des ingénieurs déjà diplômés. En 1960, c'est l'ouverture de la section normale, formation complète d'ingénieurs en mathématiques appliquées et en informatique, qui deviendra l'ENSIMAG. Parmi les nombreuses institutions dont Jean Kuntzmann est le fondateur, c'est sans doute celle à laquelle il était le plus attaché et aussi celle qui lui doit le plus.
Dans cette période il fera passer de nombreuses thèses d'analyse numérique (notamment les toutes premières thèses d'état en mathématiques soutenues en province...) ; la plupart de ses thèses s'adosseront à des contrats de recherche industrielle garantissant leur réalisme et l'expansion de l'institution. Ses élèves constitueront à leur tour des équipes...
Il publiera aussi plusieurs ouvrages, notamment "Méthodes numériques, interpolation, dérivées" (1959), qui est sans aucun doute le premier livre d'analyse numérique en français.
La modeste équipe de recherche (le service de mathématiques appliquées) qui comptait une dizaine de personnes en 1958 va se développer rapidement dans tous les domaines des mathématiques appliquées, puis de l'informatique. Elle deviendra l'Institut de Mathématiques Appliquées de Grenoble (IMAG) qui sera associé au CNRS avec le numéro 7 (LA7), puis s'appellera Laboratoire d'Informatique et de Mathématiques Appliquées de Grenoble (Laboratoire IMAG) et enfin Institut IMAG. L'IMAG comptait environ 300 personnes lors du départ à la retraite de Jean Kuntzmann en 1977. Dans toute cette époque de genèse d'une discipline, la place des mathématiques appliquées (et cela incluait bien sûr ce qui deviendra l'informatique) devait être constamment défendue dans un environnement difficile, voire hostile. Cette discipline naissante était coincée entre les mathématiques (qui se sont qualifiées de "pures" par réaction, "comme pour éviter la contamination" comme disait malicieusement Jean Kuntzmann) et la physique ainsi que les sciences de l'ingénieur (électricité, hydraulique, électrochimie, ...). Chaque crédit ou poste devait être littéralement arraché aux autres disciplines et dans ce combat quotidien, Jean Kuntzmann a fait preuve d'une ténacité et d'une efficacité exceptionnelles.
Sur le plan national, Jean Kuntzmann est à l'origine de la création de l'Association Française de Calcul (AFCAL), qui deviendra l'AFCET et de la revue "Chiffres" (1958), la première revue française de mathématiques appliquées.
Un laboratoire portant son nom est créé le 1er janvier 2007 à Saint-Martin-d'Hères. Il résulte de la fusion du Laboratoire de modélisation et de calcul, du LABSAD et d'équipes du laboratoire GRAVIR. Ses domaines de recherche sont notamment les mathématiques appliquées, l'analyse numérique, le calcul symbolique, l'informatique graphique, le traitement d'images et la vision par ordinateur.

### L'informatique
En 1962, Jean Kuntzmann, estimant que l'analyse numérique grenobloise était suffisamment lancée, décida de changer radicalement de domaine de recherches. De 1962 à 1968, il se consacrera aux mathématiques de l'informatique, rejoignant un peu ses premières préoccupations d'algébriste. Il lance une équipe sur ce qui deviendra le logiciel de base (en particulier, divers compilateurs Algol 60 sous la houlette de Louis Bolliet, une première base de données relationnelle...) et fonde sa propre équipe orientée vers les aspects matériels de l'informatique, notamment la conception de circuits logiques. Là encore, il fera soutenir de nombreuses thèses et un grand nombre de ses élèves ont été professeurs. Il publiera plusieurs livres de base, notamment "Algèbre de Boole" (1968) et "Théorie des Réseaux-Graphes" (1972).

### La didactique
En 1958, les licences (actuelles maitrises) étant réformées pour une plus grande spécialisation, J. Kuntzmann obtient que les  "Techniques Mathématiques de la Physique" forment un certificat commun aux licences de mathématiques et de physique, en vue d'un minimum d'interdisciplinarité.
À partir de 1968, Jean Kuntzmann consacre toute son activité à la didactique, montrant une dernière fois sa vocation d'initiateur ne craignant pas d'affronter des contextes difficiles. Il est convaincu de la nécessité, guère perçue à cette époque, de développer une vraie recherche fondamentale dans ce domaine. Là encore, il dirigera de nombreuses thèses et écrira plusieurs ouvrages, notamment "Apport de l'Informatique à l'Enseignement des Mathématiques" (1974) et "Évolution et Critique des Enseignements de Mathématique" (1976). En 1968, Jean Kuntzmann est le cofondateur de la section régionale de Grenoble de l'Association des Professeurs de Mathématiques (APM) dont il devient le président. Il est aussi l'un des promoteurs de l'IREM local, créé en 1971.
Lorsque Jean Kuntzmann prend sa retraite en 1977, il a publié une dizaine d'ouvrages et dirigé plus de cinquante thèses. Mais le fondateur du CICG, de l'ENSIMAG et de l'IMAG n'arrêtera pas là son activité. Il poursuit sa réflexion sur les mathématiques et leur enseignement sous la forme de séminaires et de livres. En 1992, à l'occasion de son 80e anniversaire, une brochure dont il est l'auteur "Naissance et Jeunesse de l'IMAG" a été publiée, retraçant l'histoire de cette époque héroïque des mathématiques appliquées et de l'informatique.

## Décorations
- Commandeur de l'ordre des Palmes académiques (1972) au titre de « professeur d'université, directeur de l'école nationale supérieure de mathématiques appliquées et d'informatique de Grenoble (Isère) »[5].

## Ouvrages
- Méthodes numériques ; Interpolations, Dérivées, 1959, Dunod
- Mathématiques de la Physique et de la Technique, 1961, Hermann
- Algèbre de Boole[6], 1965 et 1969, Dunod
- Où vont les mathématiques ?, 1967, Hermann
- Séries, 1967, Hermann
- Systèmes différentiels, 1967, Hermann
- Variable Complexe, 1967, Hermann
- Algèbres de Boole et machines logiques, avec P. Naslin, 1968, Dunod, 361 p.
- Méthodes numériques, 1969, Hermann
- Théorie des Réseaux-Graphes, 1972, Dunod[7],
- Apport de l'Informatique à l'Enseignement des Mathématiques, 1974, Cedic
- Évaluation et critiques des enseignements mathématiques, 1976, Cedic

Traductions
- Ж. Кунцма́н. Численные методы / Перевод с французского Е. И. Стечкиной под редакцией Д. П. Костомарова — М., Наука, Главная редакция физико-математической литературы, 1979. — 160 с. / Méthodes numériques, 1969, Hermann